# Ard-galen
Ard-galen, v překladu Zelený kraj, je rozlehlá travnatá planina nacházející se severně od Beleriandu ve fiktivním světě stvořeným J.R.R. Tolkienem. V Bitvě náhlého plamene v letech 455-456 Prvního věku, byla spálena lávou a ohněm a dostala název Anfauglith čili Dusivý prach. Stejně jako celý Beleriand byla planina zatopena mořem po Válce hněvu na konci prvního věku.

## Popis
Ard-galen byl na počátku prvního věku rozlehlou travnatou planinou. Nacházel se severně od Dorthonionské vysočiny a sousedil se zemí Lothlann. Ze západu byl od Hitlumu oddělen horami Ered Wethrin a ze severu na něj shlíželi vrcholky Morgothových hor Ered Engrin a štíty Thangorodrim, pod kterými byla vyhloubena Morgothova pevnost Angband. Na Ard-galenu byla mezi elfy, lidmi a Temným pánem Morgothem svedena většina bitev Beleriandu. Ve čtvrté bitvě Dagor Bragollach v roce 455 zalil Morgoth planinu přívalem lávy a ohně. Tráva byla spálena, a již nikdy na Ard-galenu, na němž zbyl pouze popel a kamení, nerostla. Proto byla od té doby planina nazývána Anfauglith, což v překladu znamená Dusivý prach. Po páté bitvě Nirnaeth Arnoediad byl uprostřed planiny z těl zabitých navršen kopec, který byl elfy nazván Haudh-en-Ndegin, Pahorek zabitých nebo Haudh-en-Nirnaeth, Pahorek slz, na kterém jako na jediném místě Anfauglithu vyrostla zelená tráva.

## Zkáza
Při útoku sil Západu ve Válce hněvu byla na planině svedena poslední Beleriandská bitva. Téměř všichni Morgothovi služebníci byli zahubeni a Temný pán byl poražen. Anfauglith se poté stejně jako většina Beleriandu potopil na mořské dno.